# أوه بوم سوك
أوه بوم سيوك (الكورية: 오범석)، من مواليد 29 يوليو 1984 في كوريا الجنوبية، لاعب كرة قدم كوري جنوبي.
بدأ مسيرته الكروية مع نادي بوهانغ ستيلرز في عام 2003، ولعب معهم حتى عام 2007، ومنذ عام 2007 وهو يلعب مع نادي يوكوهاما الياباني.
و قد بدأ باللعب مع منتخب كوريا الجنوبية لكرة القدم في عام 2005.

## روابط خارجية
- أوه بوم سوك على موقع الاتحاد الدولي (مؤرشف)  (الإنجليزية)
- أوه بوم سوك على موقع رابطة كرة القدم اليابانية للمحترفين (اليابانية)
- أوه بوم سوك على موقع دوري كوريا الجنوبية (الإنجليزية)
- أوه بوم سوك على موقع قاعدة بيانات كرة القدم.إي يو (الإنجليزية)
- أوه بوم سوك على موقع ناشيونال فوتبول تيمز (الإنجليزية)
- أوه بوم سوك على موقع Soccerway.com (الإنجليزية)
- أوه بوم سوك على موقع عالم كرة القدم.نت (الإنجليزية)